# Sarda chiliensis chiliensis
Sarda chiliensis chiliensis comúnmente denominado Bonito del Pacífico es una especie de peces de la familia Scombridae en el orden de los Perciformes.

## Morfología
Los machos pueden llegar alcanzar los 60 cm de longitud total y los 10 kg de peso.

## Distribución geográfica
Se encuentra desde el norte del Perú hasta Talcahuano (Chile).